# Arturo García Bustos
Arturo García Bustos (8 de agosto de 1926 – 7 de abril de 2017) fue un pintor, grabador y muralista conocido por formar parte del grupo “Los Fridos” conformado por los alumnos de Frida Kahlo que estudiaron con ella en su casa en Coyoacán.

## Vida
Arturo García Bustos nació en la Ciudad de México, en el centro histórico en las cercanías del Zócalo. Durante su juventud el muralismo mexicano tuvo un gran auge, lo que lo llevó hacia el arte. Tras estudiar el bachillerato en la Escuela Nacional Preparatoria Núm 1, especializada en arquitectura, entró a la Escuela Nacional de Artes Plásticas en 1941, cuando contaba con quince años. El año siguiente (1943) entró en la Escuela de Pintura y Escultura ("La Esmeralda") dónde estudió cinco años y fue alumno de Frida Kahlo, Feliciano Peña, Agustín Lazo y María Izquierdo. Durante su carrera estudió también grabado tomando cursos con el artista coreano Wan Jon Ja en Pionyang e impresión china en Pekín en 1957.
La vida social de García Bustos se desarrolló en los círculos de Diego Rivera y Frida Kahlo, en donde incluso conoció a su esposa Rina Lazo. Con quien se casó en 1949.
La pareja permaneció casada durante 60 años hasta la muerte de Arturo. Vivieron en el barrio de Coyoacán de Ciudad de México en calle de Vallarta en el barrio de La Conchita. En 2006, utilizaron parte de su casa para albergar la Galería "Casa Colorada", que fue administrada por Rina García Lazo hija única de la pareja de artistas.
Falleció en la Ciudad de México el 7 de abril de 2017.

## Carrera
García Bustos comenzó su carrera como uno de los cuatro alumnos que estudiaron con Frida Kahlo en su casa de Coyoacán, en Ciudad de México. Este grupo sería conocido como "Los Fridos". Trabajó como aprendiz de muralismo con Diego Rivera, e inicialmente aprendió grabado y litografía en el Taller de Gráfica Popular con Leopoldo Méndez. En 1958, colaboró con el diseñador gráfico Miguel Prieto en el Instituto Nacional de Bellas Artes.
Llevó a cabo exposiciones individuales y colectivas en varias partes de México y en el extranjero. Las exposiciones individuales incluyen aquellas realizadas en Ciudad de México, Veracruz, Oaxaca, Chiapas, Michoacán y Guadalajara así como en países como Guatemala, El Salvador, los Estados Unidos, Venezuela, Ecuador, Argentina, Bolivia, Alemania, la Unión Soviética y Corea del Norte. Participó en numerosas exposiciones colectivas con el Taller de Gráfica Popular y en bienales patrocinadas por el Instituto Nacional de Bellas Artes y el Salón de la Plástica Mexicana. En 2005, el Museo Mural Diego Rivera del Instituto Nacional de Bellas Artes, en Ciudad de México, realizó una exhibición dedicada a él con una colección de once de sus pinturas.
Aunque es conocido por su trabajo gráfico, también incursionó en el muralismo. En 1947 asistió a Frida Kahlo con un mural en la Casa Josefa Ortiz de Domínguez en Coyoacán. Otros proyectos incluyen un fresco en el Hotel Posada del Sol en Ciudad de México (1948), un fresco sobre Zapata en la Escuela Rural de Temixco, Morelos (1950); una serie de siete murales en la Sociedad Cooperativa Ejidal, con Rina Lazo y Atilio Carrasco (1952); un fresco llamó Pobladores de las Siete Regiones de Oaxaca en el Museo Nacional de Antropología (1964); una serie de dieciséis murales para decorar la Casa Museo Venustiano Carranza en Cuatro Ciénegas, Coahuila (1969); nueve tableros para la Casa del Obrero Mundial en Ciudad de México (1971), Oaxaca en la historia y en el mito, (1980) en el edificio de gobierno estatal en la ciudad de Oaxaca y un mural en el centro cultural de Azcapotzalco, Ciudad de México.
La mayor parte de su carrera la dedicó a la enseñanza y a la impartición de charlas, seminarios y conferencias. Enseñó grabado en la Escuela de Bellas Artes en Ciudad de Guatemala y fundó el Taller de Grabado en la Casa del Lago en Chapultepec. Enseñó bellas artes en la Escuela de Bellas Artes del Benito Juárez Universidad Autónoma de Oaxaca, Escuela de Iniciación Artística Núm. 3 en Ciudad de México e impartió talleres de dibujo y pintura talleres en la Casa del Lago en Chapultepec. En el extranjero impartió conferencias sobre muralismo mexicano y grabado en Alemania, Italia y Guatemala.
Se convirtió en miembro de la Academia de Artes en 1973, del Consejo de Paz Mundial en 1974 y del Salón de la Plástica Mexicana en 1974.